# Jindřich Matyáš Thurn

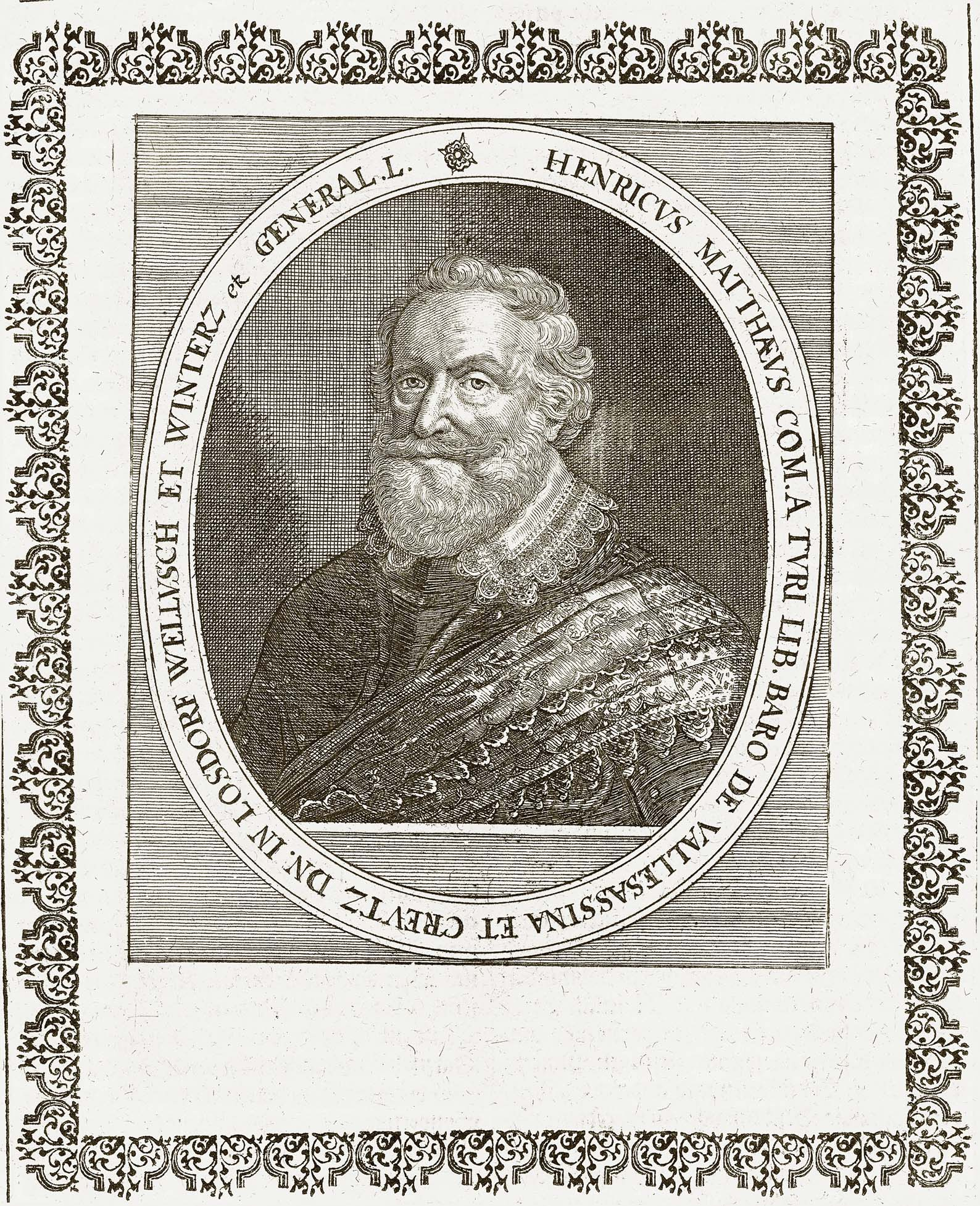
Matthäus Merian: Hrabia Jindřich Matyáš Thurn (miedzioryt z 1662)

Jindřich Matyáš Thurn, niem. Heinrich Matthias Graf von Thurn (ur. 24 lutego 1567 w zamku w Lipnicy nad Sázavou, zm. 26 stycznia 1640 w Parnawie) – czeski szlachcic, jeden z protestanckich przywódców powstania przeciw Habsburgom w Czechach, będącego przyczyną wybuchu wojny trzydziestoletniej, a następnie wódz i dyplomata w służbie szwedzkiej w Estonii.

## Życiorys
Był synem tajnego radcy na dworze arcyksięcia Ferdynanda, Franciszka Thurna, hrabiego Linzu (1508–1586) i jego drugiej żony Barbory Schlik (1547–1581), córki Hieronima Schlicka, hrabiego Bassano i Weisskirchen i hrabianki Katarzyny von Gleichen-Tonna.
Oboje jego rodzice byli protestantami. On sam urodził się w zamku w Lipnicy w Czechach. Po śmierci ojca opiekował się nim jego katolicki wuj Jan Ambroży. Młody Thurn działał początkowo w austriackiej dyplomacji odwiedzając Stambuł, Syrię, Egipt i Jerozolimę. Od roku 1592 wojował w armii cesarskiej przeciw Turkom. Doszedł do stopnia pułkownika i godności członka Rady Wojennej. Poprzez związek małżeński stał się właścicielem ogromnych posiadłości, m.in. w Krainie i Chorwacji. W nagrodę za dokonania podczas wojny z Turkami cesarz nadał mu godność kasztelana zamku Karlštejn. Dodatkowo w r. 1605 nabył w północno-wschodnich Czechach posiadłość Veliš, co sprawiło, że wszedł do grona czeskiej arystokracji.
W roku 1617 katolicki arcyksiążę Ferdynand został wskazany jako następca starzejącego się i bezdzietnego cesarza Macieja, co równoznaczne było z objęciem tronu Czech. Kiedy szlachta czeska zażądała od niego potwierdzenia swych swobód religijnych, spotkała się z odmową. Thurn był jednym z sygnatariuszy listu wysłanego w odpowiedzi Ferdynandowi. Wobec nieustępliwości władcy w 1618 doszło do tzw. defenestracji praskiej podczas gwałtownego sporu na praskim zamku na Hradczanach – hrabia Thurn znalazł się wśród tych czeskich szlachciców, którzy wyrzucili przez okna dwóch przedstawicieli Ferdynanda. Po tym akcie został wybrany jednym z trzydziestu Obrońców Wiary.
W zapoczątkowanej 23 maja 1618 roku rewolcie czeskich protestantów Thurnowi powierzono dowodzenie wojskami. Uczestniczył także w detronizacji Ferdynanda i wyborze na nowego króla palatyna reńskiego Fryderyka. Dowodził częścią wojsk podczas decydującej bitwy na Białej Górze w roku 1620. Kiedy po klęsce Czechów Ferdynand skazał go na wygnanie, podobnie jak innych przywódców powstania, Thurn utracił wszystkie swe posiadłości.
W latach następnych w dalszym ciągu uczestniczył w zbrojnych działaniach przeciw Habsburgom. W 1626 roku dowodził wojskami na Śląsku, a następnie był członkiem sztabu szwedzkiej armii króla Gustawa Adolfa i brał udział w bitwie pod Lützen (1632). Jego jedyny syn, hrabia Franciszek Bernard, także będący w służbie szwedzkiej, poległ w roku 1629.
11 października 1633 roku Thurn i jego 8000 żołnierzy starło się z armią Wallensteina w pobliżu Ścinawy na Śląsku, gdzie wzięto go do niewoli. Wkrótce jednak został wykupiony, po czym osiadł wraz z rodziną w Parnawie w Estonii. Tam też zmarł i został pochowany w katedrze maryjnej w Tallinnie.